# Amanecer salvaje
Amanecer salvaje es una película estadounidense de acción de 1985 dirigida por Simon Nuchtern y protagonizada por George Kennedy, Karen Black y Lance Henriksen.

## Argumento
Una pandilla de motociclistas violentos toma un pequeño pueblo en Arizona con la intención de aterrorizarlo sin que el sheriff y su ayudante puedan hacer algo al respecto, porque están muy bien armados. Un veterano de guerra llamado Stryker que visita a un viejo amigo en ese pueblo y algunos lugareños que no tienen nada que perder van por ello a la guerra con el despiadado líder de la pandilla.

## Reparto
- George Kennedy - Tick Rand
- Richard Lynch - Rev. Romano
- Karen Black - Rachel
- Claudia Udy - Katie Rand
- Lance Henriksen - Stryker
- Lewis Van Bergen - Ayudante Joe Bob
- Leo Gordon - Sheriff
- Michael Sharrett - Danny Rand

## Recepción
El filme fue valorado en el portal de información cinematográfica IMDb.  Con 697 votos registrados la película obtiene en el portal una media ponderada de 5,2 sobre 10.